# Giorgio Dellagiovanna
Giorgio Dellagiovanna (* 10. Juli 1941 in Mailand; † 17. Oktober 2013 ebenda) war ein italienischer Fußballspieler. 

## Leben
Dellagiovanna spielte als Verteidiger in der Mannschaft des Grande Inter unter Trainer Helenio Herrera. Für Inter spielte er insgesamt vier Jahre lang, hatte jedoch als Ersatzspieler gemäß den bis 1965 geltenden Regeln nur wenige Einsätze. Sein Debüt gab er am 27. September 1961 im Messestädte-Pokal in Köln. Bei Inter verblieb er bis zur Spielzeit 1965/66. In dieser Zeit gewann er mit der Mannschaft zwei Italienische Meisterschaften, zweimal den Europapokal der Landesmeister und zweimal den Weltpokal für Vereinsmannschaften. Außerdem spielte er für die Mannschaften von Brescia, Potenza und Varese.

## Erfolge
- Italienische Meisterschaft: 1964/65, 1965/66